# Rue des Airs
La rue des Airs (en wallon : So l'Êrs) est une très ancienne rue de la ville de Liège (Belgique) qui relie la rue des Mineurs à la rue Hors-Château dans le centre historique de Liège. 

## Odonymie
Airs vient du wallon Êr qui, au masculin, signifie un arc, un cintre, une arcade. Ce nom de rue fait vraisemblablement référence à un ou des passages au travers du premier rempart de Liège qu'avait fait ériger Notger à cet endroit vers l'an 1000. Il est très probable que la partie de la rue proche de la rue des Mineurs date de cette époque.

## Situation et description
Cette étroite rue pavée d'une longueur d'environ 100 mètres se situe non loin de la place du Marché. Après une soixantaine de mètres depuis la rue des Mineurs, la voirie tourne à gauche à 90° et rejoint la rue Hors-Château. C'est une rue assez paisible dont la plupart des commerces ont disparu. D'après des cartes anciennes, la rue rejoignait au XVIIe siècle et au XVIIIe siècle (et sans doute avant) Féronstrée au lieu de la rue Hors-Château. Lors du percement de la rue vers Hors-Château, son tronçon vers Féronstrée est préservé en tant que l'impasse Babylone, disparue au XXe siècle. La rue applique un sens unique de circulation automobile dans le sens Mineurs - Hors-Château.

## Architecture
Parmi les immeubles de la rue, deux figurent à l'inventaire du patrimoine immobilier de la Région wallonne. Il s'agit d'immeubles bâtis au cours du  XVIIIe siècle mais ils ne sont pas visibles de la rue, masqués par des façades érigées a posteriori,.

## Voiries adjacentes
- Rue des Mineurs
- Rue Hors-Château